# 兴联路大桥
兴联路大桥，位于湖南省长沙市，是一座连接望城区银星路与开福区兴联路的跨湘江双塔斜拉桥。 
该桥为长沙市“十大基础设施项目”之一的长益复线至兴联路大通道工程的过江段部分，该项目建成后用于加强益阳和常德与长沙的联系。该桥由中交一公局、湖南省交通规划勘察设计院组成联合体负责设计和施工，建设方为长沙交通投资控股集团有限公司，该桥总投资约为24亿元。该桥全长4960米（含两岸引桥），主桥为165+380+165跨度设计，宽38.5米，主跨380米，两座索塔高分别为147和148米。该桥设计时速60公里，双向八车道设计，是长沙目前在建桥面最宽、单跨最大、桥长最长的过江大桥。该项目于2021年9月开始建设，2024年4月双塔封顶。2025年4月建成并试运行。

## 历史
国务院批复的《长沙市城市总体规划（2003-2020）》显示，该通道的初步走向为月亮岛路—冯蔡路（现名新安路）。2018年的招标公告显示，该通道的走向改为了银星路——兴联路，并规划采用隧道的形式穿越潇湘北景观道、湘江、湘江北路。2021年的设计咨询招标公告则显示，该通道走向不变，改为桥梁跨江。
该项目的隧改桥曾引起周围居民业主投诉，涉及到沿途噪音、线路斜穿银星湾公园等问题，长沙市有关部门回应称桥梁方案和隧道方案仍在比选。2020年11月，该通道隧改桥方案最终确定。

## 接驳道路
兴联路大桥西连长益复线高速，东接兴联路城市干道，包括银杉路、潇湘大道、湘江大道、芙蓉路等4条交通主干道。